# Zamach w Bagdadzie (8 marca 2009)
Zamach bombowy w Bagdadzie został przeprowadzony przez terrorystów 8 marca 2009 pod budynkiem Akademii Policyjnej. W wyniku ataku samobójczego zginęło 28 osób.

## Atak
Zamach miał miejsce o godz. 10:00 czasu lokalnego (UTC +3). Zamachowiec wmieszał się w tłum ludzi stojących pod budynkiem policyjnym. Zabite 28 osób, to w większości policjanci, ale znaleźli się także przypadkowi cywile. 57 osób odniosło rany. W transporcie rannych do szpitala wykorzystano ciężarówki pick-up.
Niektóre media przytaczały drugiego zamachowca-samobójcę, który rzekomo miał wjechać w tłum ludzi na motocyklu, po czym uruchomić bombę.
Wcześniej ten budynek był już atakowany przez rebeliantów. By zapobiec podobnym sytuacjom na ulicy Palestyńskiej, gdzie znajduje się Akademia Policyjna, utworzono punkty kontrolne.